# Mariano Etkin

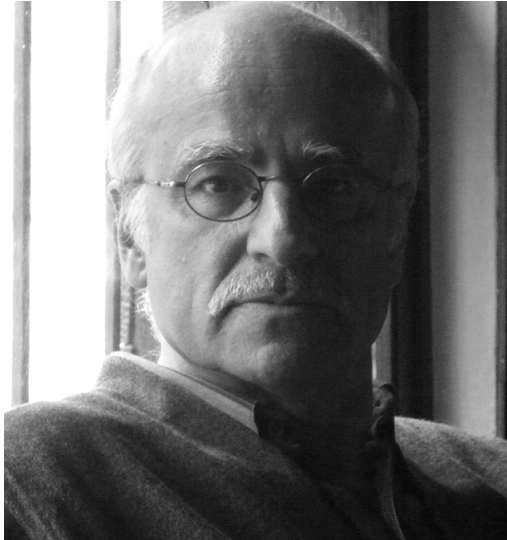
Mariano Etkin

Mariano Etkin (* 5. November 1943 in Buenos Aires; † 25. Mai 2016 in Buenos Aires) war ein argentinischer Komponist und Musikpädagoge.
Etkin studierte in Buenos Aires bei David Epstein, Guillermo Graetzer und Julian Emilio Martini, dann an der Juilliard School of Music in New York bei Luciano Berio, in Basel bei Pierre Boulez, in Siena bei Franco Ferrara sowie bei Alberto Ginastera, Maurice Le Roux, Roger Sessions, Iannis Xenakis, Earle Brown und Mario Davidovsky. An der Universität in Utrecht nahm er 1968–69 Unterricht in elektronischer Musik bei Gottfried Michael Koenig. 
Etkin war Gastprofessor am Koninklijk Conservatorium Den Haag, Inauguralprofessor am Simon-Bolivar-Lehrstuhl für Komposition in Caracas und Dozent bei den Darmstädter Ferienkursen. Er unterrichtete er an der McGill University in Kanada Komposition und Musiktheorie und hielt Vorlesungen an der Staatlichen Hochschule für Musik und Darstellende Kunst in Stuttgart, der Musikhögskolan Stockholm, der Folkwang-Musikschule in Essen, der Hochschule der Künste in Berlin und am Konservatorium für Musik in Biel. In der Hauptsache war er Professor für Komposition und Musikanalyse an der Universidad Nacional de La Plata.
Er komponierte überwiegend Werke für kammermusikalische Besetzung und Klavierstücke, daneben auch Schauspiel- und Filmmusiken. Außerdem verfasste er eine größere Anzahl von musiktheoretischen und -ästhetischen Essays für verschiedene Zeitschriften.

## Werke
- Tres piezas für Klavier, 1959
- Interludios für Klavier, 1959
- Variantes für Flöte, 1960
- Quinteto aleatorio für Bläserquintett, 1961
- Tres parábolas für Kammerensemble, 1963
- Elipses für Streichorchester, 1964
- Entropías für zwei Hörner, Trompete, zwei Posaunen und Tuba, 1965
- Estáticamóvil I für zwei Posaunen, Cembalo, Harmonium, zwei Perkussionisten und drei Kontrabässe, 1966
- Homenaje a Filifor forrado de niño für zwei Flöten, zwei Klarinetten und Perkussion, 1966
- Estáticamóvil II für Violine, Viola und Cello, 1966
- Soles für Flöte, Horn und Kontrabass, 1967
- Distancias für Klavier, 1968
- Juego uno für zwei Posaunen, 1969
- Muriendo entonces für Horn, Posaune, zwei Perkussionisten, Viola und Kontrabass, 1969
- IRT-BMT für Flöte und Kontrabass, 1970
- Dividido dos für Akkordeon und Tonband, 1971
- Copla für Flöte, Klarinette, Fagott und Horn, 1971
- Música ritual für Sinfonieorchester, 1974
- Otros soles für Bassklarinette, Posaune und Viola, 1976
- Umbrales für Flöte und Altflöte, 1976
- Lo uno y lo otro für Klavier, 1977
- Otros tiempos für Streichquartett oder -orchester, 1978
- Paisaje für Streichorchester, 1979
- Aquello für zwei Klaviere, 1982
- Frente a frente für Flöte, Klarinette, Stimme, Perkussion und Kontrabass, 1983
- Caminos de cornisa für Flöte, Klarinette, Klavier und Perkussion, 1985
- Resplandores sombras für Sinfonieorchester, 1986
- Arenas (a la memoria de Morton Feldman) für Klavier, 1988
- Caminos de Caminos für Altflöte, Bassklarinette, Stimme, Klavier und Viola, 1989
- Perpetual tango für Klavier, 1989
- Locus solus für zwei Perkussionisten, 1989
- Trío für Trompete, Posaune und Tuba, 1991
- Cifuncho für Solovioline, 1992
- Abgesang Mambo für Flöte, Oboe, Klarinette, Fagott, Horn, Trompete, Posaune und Kontrabass, 1992
- Taltal für vier Perkussionisten, 1993
- La sangre del cuerpo für Posaune, Perkussion, Klavier, Cello und Kontrabass, 1997
- Lo que nos va dejando für Soloperkussion, 1998
- de la indiferencia für Bassklarinette, Posaune, Perkussion, Violine und Cello, 1998
- Sotobosque für Horn, Flügelhorn, Posaune, Tuba und Schlagzeug, 1999
- La naturaleza de las cosas für Klarinette, Posaune, Cello und Klavier, 2001
- Pobres triunfos pasajeros für Klavier, 2002
- Schauspielmusiken zu:
  - Les Patients von Jacques Audiberti
  - L'armoire classique von Jacques Audiberti
  - El señor fulano von Ricardo Massa
  - En alta mar von Sławomir Mrożek
  - La reconstrucción de la Opera de Viena von Mario Trejo
  - La gallina radioactiva von Rolando Malié
  - Esa canción es un pájaro lastimado von Alberto Adellach
- Filmmusik zu Los siete locos von Leopoldo Torre Nilsson

## Essays
- Istzustand an der Peripherie. Neue Musik in Argentinien, in: MusikTexte 50, August 1993, 5–6.

## Sekundärliteratur
- Omar Corrado: Am Rand etablierter Kategorien. Komponieren angesichts der unmöglichen Synthese, in: MusikTexte 60, August 1995, 12–22.
- Monika Fürst-Heidtmann: Im Zustand des Wartens. Der argentinische Komponist Mariano Etkin, in: MusikTexte 80, August 1999, 27–33.